# Mabank
Mabank è un centro abitato degli Stati Uniti d'America situato nella contea di Henderson e nella contea di Kaufman dello Stato del Texas.
La popolazione era di 3.035 persone al censimento del 2010.

## Geografia fisica
Mabank è situata a 32°22′05″N 96°06′20″W (32.368011, -96.105573).
Secondo lo United States Census Bureau, ha un'area totale di 7.8 chilometri quadrati. 7,7 km² di terreno e 0.1 km² (1.00%) d'acqua.

## Società

### Evoluzione demografica
Secondo il censimento del 2010 c'erano 4.468 persone, 1.069 nuclei familiari e 658 famiglie residenti nella città. La densità di popolazione era di 724.2, per miglio quadrato (279,6/km²). C'erano 895 unità abitative a una densità media di 301,3 per miglio quadrato (116,4/km²). La composizione etnica della città era formata dal 90,28% di bianchi, il 5,11% di afroamericani, lo 0,74% di nativi americani, lo 0,09% di asiatici, il 2,65% di altre razze, e l'1,12% di due o più etnie. Ispanici o latinos di qualunque razza erano il 5,76% della popolazione.
C'erano 814 nuclei familiari di cui il 34,9% aveva figli di età inferiore ai 18 anni, il 49,0% aveva coppie sposate conviventi, il 14,0% aveva un capofamiglia femmina senza marito, e il 34,3% erano non-famiglie. Il 30,3% di tutti i nuclei familiari erano individuali e il 15,2% aveva componenti con un'età di 65 anni o più che vivevano da soli. Il numero di componenti medio di un nucleo familiare era di 2,58 e quello di una famiglia era di 3,25.
La popolazione era composta dal 29,1% di persone sotto i 18 anni, il 9,3% di persone dai 18 ai 24 anni, il 26,4% di persone dai 25 ai 44 anni, il 18,2% di persone dai 45 ai 64 anni, e il 16,9% di persone di 65 anni o più. L'età media era di 35 anni. Per ogni 100 femmine c'erano 82,1 maschi. Per ogni 100 femmine dai 18 anni in giù, c'erano 74,8 maschi.
The median income for a household nella città era US36010 dollari e quello di una famiglia era di 40.694 dollari. I maschi avevano un reddito medio di 32.134 dollari contro i 19.125 dollari delle femmine. Il reddito pro capite era di 15.154 dollari. Circa il 7,1% delle famiglie e il 9,5% della popolazione erano sotto la soglia di povertà, incluso il 5,9% di persone sotto i 18 anni e il 12,5% di persone di 65 anni o più.